# 망 이나살
```
망 이나살
(Mang Inasal, 
힐리가이논어
로 "바비큐 씨"라는 뜻)은 2003년 12월 12일 
일로일로
에 설립된 
필리핀
의 
바비큐
 
패스트 푸드
 레스토랑 체인이다. 필리핀에서 가장 인기 있는 패스트푸드 체인 중 하나로, 
치킨 이나살
(구운 치킨)을 제공하고 필리핀 레스토랑 문화에 무한 리필 밥(unli-rice)을 도입한 것으로 유명하다.
[
2
]
```

## 역사
망 이나살은 20세에 첫 사업을 시작한 에드가 "인잡" 시아 2세에 의해 설립되었다. 시아는 26세에 식품 사업에 뛰어들어 2003년 12월 12일 일로일로 시내 일로일로 시티 로빈손 플레이스 일로일로 주차장 건물에 첫 망 이나살 지점을 열었다. 이 레스토랑은 다른 기존의 구운 음식점들과의 치열한 경쟁에도 불구하고 즉각적인 성공을 거두었다.
망 이나살은 비사야 지역에 첫 지점을 열었고, 이후 민다나오섬으로, 그리고 메트로 마닐라로 확장했다. 이 회사는 2005년에 프랜차이즈를 시작했으며, 2008년까지 23개의 레스토랑을 열었는데, 그 중 10개는 프랜차이즈였다. 2009년 망 이나살은 아클란 칼리보에 100번째 지점을 열면서 100개 이상의 지점으로 확장했다.
2010년 10월, 망 이나살의 70%는 졸리비 푸드 코퍼레이션(JFC)에 ₱30억 (미화 6,880만 달러)에 인수되었다. JFC는 2016년 4월, 이나살 창립자인 이나살스 인베스트먼트가 소유했던 나머지 30%를 인수하여, 구운 치킨과 바비큐 사업을 자사 사업 포트폴리오에 통합했다. 시아 가족은 페르디난드 시아가 최고 운영 책임자(COO)로 사업에 계속 참여하고 있다.
2018년, 망 이나살은 만두리아오, 일로일로의 가이사노 일로일로 시티 센터에 500번째 지점을 열었다.

## 제품

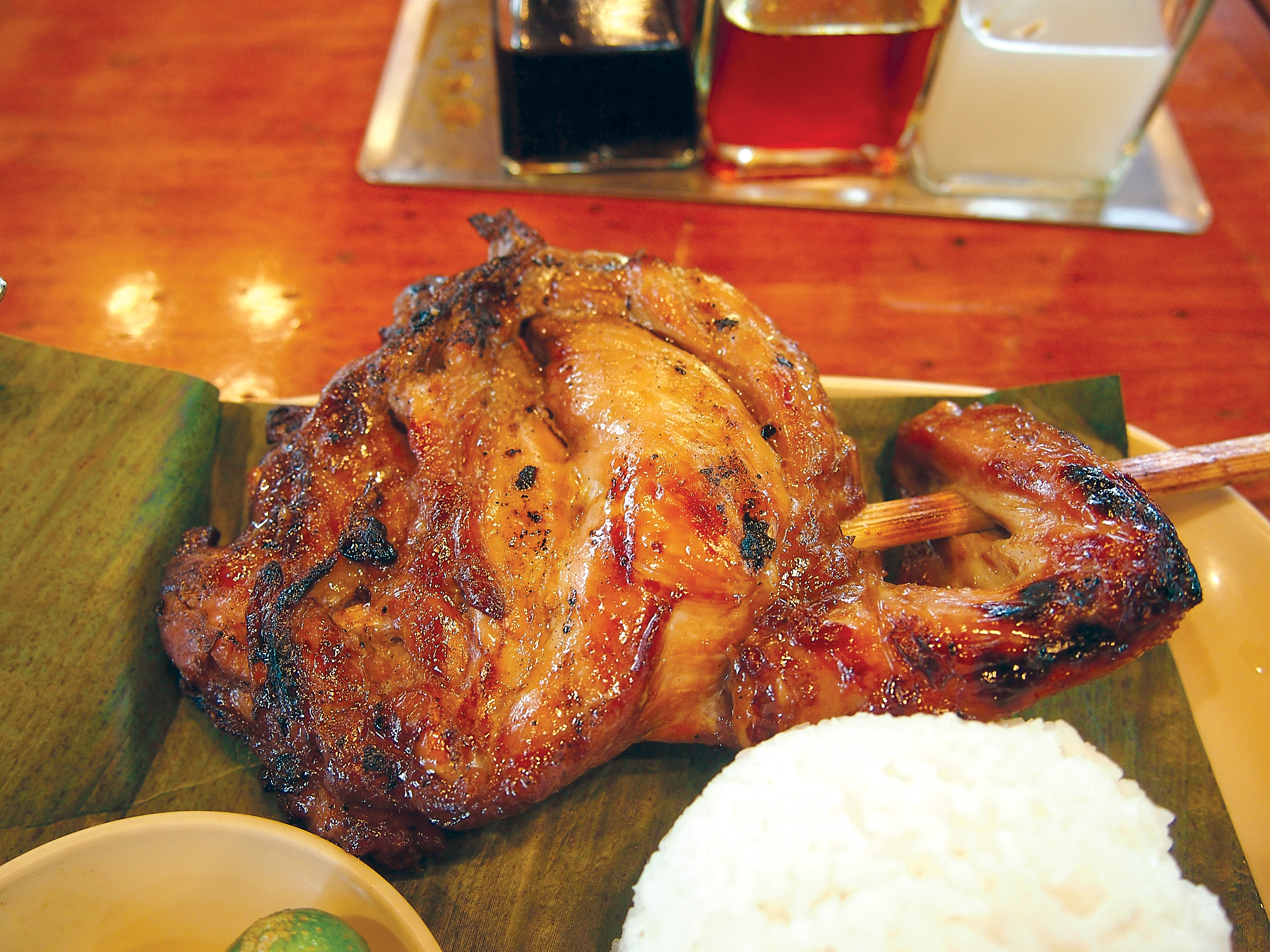
구운 치킨 이나살

망 이나살은 필리핀식 구운 치킨, 특히 시그니처 메뉴인 치킨 이나살을 전문으로 한다. 이는 양념하여 구워낸 것이다. 메뉴에는 "무한 리필 밥" 또는 무제한 밥 옵션이 포함되어 있어 고객이 추가 서빙을 요청할 수 있다. 이 레스토랑 체인은 무료 시니강 수프와 돼지고기 바비큐, 구운 리엠포와 같은 다른 구이 요리뿐만 아니라 시시그, 팔라복, 룬삐앙과 같은 구이 외 옵션도 제공한다. 디저트로는 할로할로와 크레마 데 레체를 제공한다.

## 마케팅 및 광고
러브팀 "마톤" — 마리스 라칼과 안토니 제닝스는 망 이나살 돼지고기 바비큐의 홍보대사로 임명되었다.

### 수상
망 이나살은 이스탄불, 튀르키예에서 열린 제21회 국제 비즈니스 어워즈에서 금상 2개, 은상 1개, 동상 1개를 수상했다.